# ふくら雀

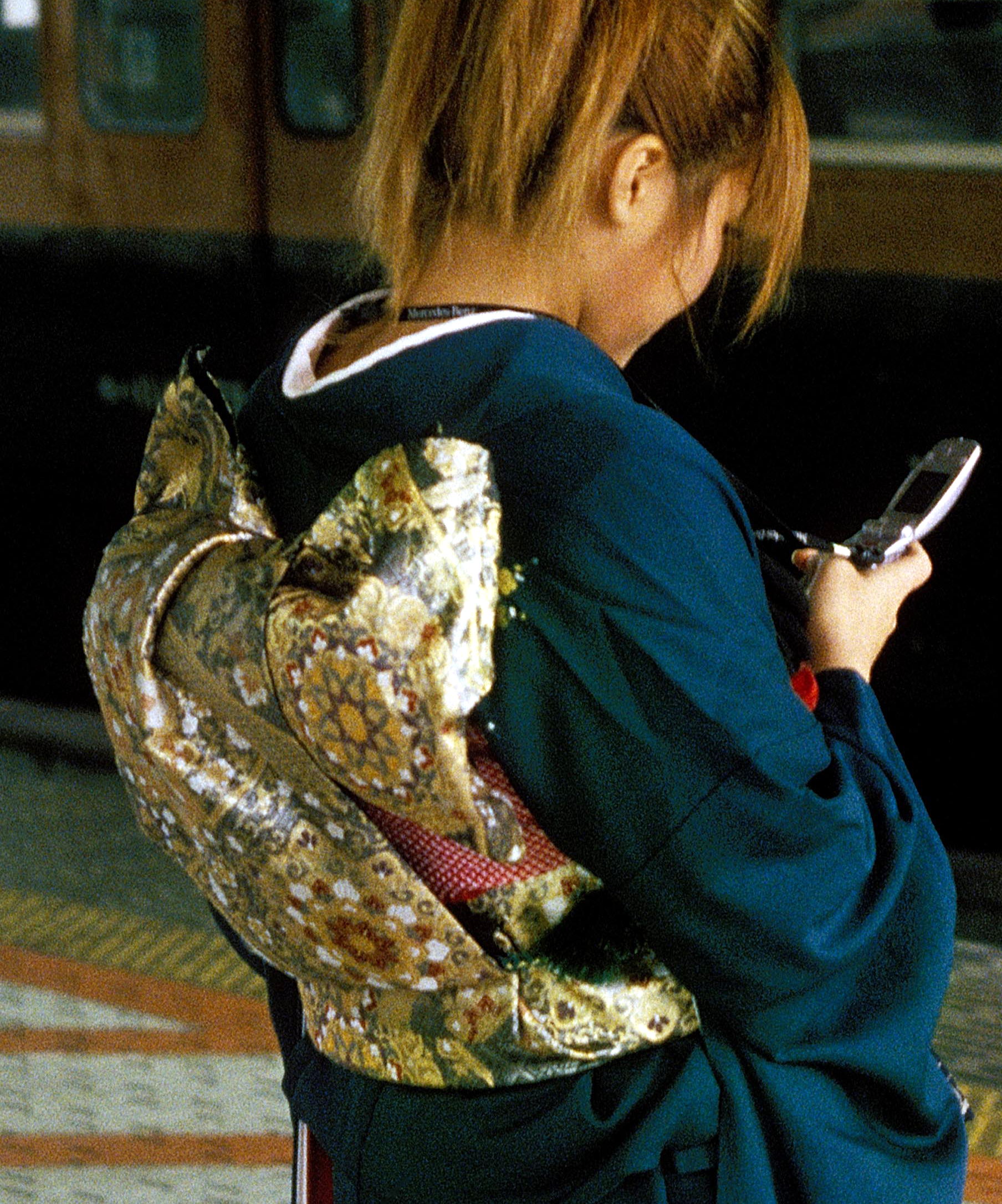

ふくら雀（ふくらすずめ）とは、若い女子向けの帯結びである。振袖に結ぶのが一般的。たれを上に結び、たれ先と手先で二枚の羽を作り、大きめのお太鼓を作る。三重ひもや、窓枠付き枕を使う場合もある。左右対称の帯結び。
結び方にはいろいろな種類がある。振袖の帯結びにおいて、ひだの取り方など、基本的な要素が詰まっている。